# Yuval Bitton
Yuval Bitton est un dentiste et chef du renseignement pénitentiaire israélien connu pour avoir été, à plusieurs occasions, le praticien de Yahya Sinwar, un des dirigeants influents du Hamas.
La relation professionnelle entre Yuval Bitton et Yahya Sinwar, qui a débuté durant la période où Sinwar était incarcéré dans une prison israélienne, a attiré l’attention des médias.

## Biographie

### Enfance, éducation et débuts
Yuval Bitton a suivi une formation en chirurgie dentaire dans une institution israélienne réputée, bien que les détails spécifiques de ses études ne soient pas largement documentés. Il a développé une expertise dans les soins dentaires, et, au cours de sa carrière, il s’est distingué par son engagement à fournir des soins à une large variété de patients, y compris ceux en détention.
Il devient officier du renseignement.

### Rôle dans le traitement de Yahya Sinwar
Yahya Sinwar, figure clé du Hamas et ancien chef des services de sécurité de l'organisation, a été emprisonné en Israël pendant plus de deux décennies pour son rôle dans des activités terroristes et des meurtres. Pendant son incarcération, Sinwar a développé des problèmes dentaires graves, nécessitant des soins médicaux. C'est dans ce contexte que Bitton a été chargé de lui prodiguer des soins dentaires, en vertu du droit des prisonniers à recevoir des traitements médicaux appropriés.
Malgré la complexité politique, Bitton a exercé son devoir professionnel de manière impartiale, prodiguant les soins nécessaires à Sinwar comme il l’aurait fait pour tout autre patient. Cette interaction a été soulignée par plusieurs observateurs en raison de la nature particulière de la relation entre un citoyen israélien et un détenu membre de l'une des organisations les plus virulentes à l’égard d'Israël.

### Réactions et débats publics
Le traitement dentaire de Sinwar par Yuval Bitton a suscité une controverse et a alimenté le débat public en Israël. D'un côté, certains louaient le professionnalisme de Bitton et soulignaient l'importance de maintenir les standards éthiques même dans des situations politiquement sensibles. D'un autre côté, certains critiques ont exprimé des inquiétudes, estimant que fournir des soins médicaux à des figures aussi controversées pouvait être perçu comme une forme de « complicité » ou d'acceptation implicite de leurs actions passées.

### Éthique et devoir médical
Yuval Bitton, pour sa part, a toujours défendu son rôle en mettant en avant l'éthique professionnelle qui guide la médecine; ce qui, pour lui, induit l’obligation de traiter tous les patients de manière égale, indépendamment de leur passé ou de leur statut. En tant que professionnel de santé, Bitton a souligné l’importance de l’impartialité dans l’exercice de son métier.

### Influence et héritage
Même si Yuval Bitton n'est pas une personnalité publique ou politique de premier plan, son rôle dans cette affaire illustre un dilemme éthique complexe. Sa carrière symbolise la difficulté de concilier humanité et conflit dans des contextes de guerre ou de violence.
Son interaction avec Yahya Sinwar reste un exemple marquant de la manière dont des professionnels de la santé peuvent se retrouver impliqués dans des dynamiques géopolitiques plus larges.
Le 7 octobre 2023, Yuval Bitton perd son neveu Tamir Adar, un fermier de 38 ans membre de la brigade de sécurité du kibboutz Nir Oz, tué lors des combats dans son village,,,,. Son nom reste associé à cette affaire spécifique, qui continue de susciter des discussions autour de l'éthique médicale en temps de conflit.